# Hojo Nobutoki
Hojo Nobutoki (Japans: 北条宣時) (1238 - 2 augustus 1323) van de Hojo-clan was de achtste rensho (assistent van de shikken) van 1287 tot 1301.